# تیلسن
تیلسن (به آلمانی: Tylsen) یک منطقهٔ مسکونی در آلمان است که در زالتسودل واقع شده‌است.

## خصوصیات
تیلسن ۸٫۱۶ کیلومترمربع مساحت دارد ۳۲ متر بالاتر از سطح دریا واقع شده‌است.